# Ernst Drahn
Ernst Eduard Carl Drahn (* 25. März 1873 in Stargard; † 1944 in Berlin) war ein deutscher Archivar und Schriftsteller.

## Leben
Der Hotelierssohn musste nach dem Tod des Vaters das Gymnasium verlassen und begann 1888 eine Kaufmannslehre in Nauen. Nach einer Zeit als Handlungsgehilfe und beim Militär ging er nach Berlin, wo er am Institut für Deutsche Buchführung als Revisor und Lehrbeauftragter arbeitete. Er befasste sich mit der Sozialen Frage und Nationalökonomie. Ab  1907 arbeitete er trotz fehlender Ausbildung regelmäßig  für  die  Zeitschrift „Der  deutsche  Buch-  und  Zeitschriftenhandel“ und als Verlagslektor. Um 1912 trat er der SPD näher und befasste sich mit ihren Schriften. Anfang 1915 wurde er eingezogen und bei der Njemenarmee eingesetzt, dann in Prenzlau bis zu seiner Ausmusterung 1917. Seit dieser Zeit war er Referent der SPD für Geschichte und Militärwesen. Er löste Eduard David als Leiter des Parteiarchivs ab, das er bis Ende 1919 mit zahlreichen Dokumenten aus der Revolutionszeit bereicherte. Er arbeitete mit Susanne Leonhard zusammen, die ihn zum Übertritt in die KPD bewegte, womit seine Arbeit für die SPD endete. Eine Veröffentlichung des Exekutivkomitees der Kommunistischen Jugendinternationale zu Friedrich  Engels, die 1920 erschien, enthielt unveröffentlichte Engels-Briefe aus dem Archiv, Drahn hatte sie unterschlagen. Eine Hausdurchsuchung lieferte den Beweis.
Drahn arbeitete als Spezialist für die Preußische Staatsbibliothek. 1923 verließ Drahn die KPD und trat einer nationalbolschewistischen Bewegung um Emil Unger-Winkelried bei, die sich der Hitler-Bewegung annäherte. 1925 verließ Drahn die Staatsbibliothek, um als freier Schriftsteller für verschiedene konservative Zeitungen zu arbeiten. Mit Gottfried Zarnow warf er der Sozialdemokratie fehlenden Nationalismus vor und trat zum 1. Mai 1933 in NSDAP ein (Mitgliedsnummer 2.580.038). 1934 wurde er Bibliothekar bei der Deutschen Arbeitsfront (DAF) und Leiter des Pressearchivs der Reichsbetriebsgemeinschaft Eisen und Metall. 1937 wechselte er als Lektor zum Arbeitswissenschaftlichen Institut der DAF. 1941 wurde er aus der Reichsschrifttumskammer ausgeschlossen, weil er nicht mehr hauptberuflich als Autor tätig war. Seine Todesumstände in Berlin-Steglitz 1944 sind unklar.

## Schriften
- Die deutsche Sozialdemokratie. Werden, Wollen, Wirken, München 1926
- Marx-Bibliographie: ein Lebensbild Karl Marx’ in biographisch-bibliographischen Daten, 1923, repr. 2017
- Karl Marx und Friedrich Engels über die Diktatur des Proletariats: Nebst Ausführungen über die taktische Haltung d. Kommunisten bei: 1. einer Revolution, in der die "reine Demokratie" die Oberhand gewinnt, 2. der Proklamation der Diktatur des Proletariats, Leipzig 1920, repr. 2016
- Das Archiv der Sozialdemokratischen Partei Deutschlands, seine Geschichte und Sammlungen, Leipzig 1920 repr. 2017
- Revolutions-Chronik der Jahre 1914–1920, Leipzig 1920.
- Bibliographie der Frontpropagandaschriften deutscher Sprache im Weltkrieg (Entente). In: Mitteilungen. Verband Deutscher Kriegssammlungen (1919), Heft 2, S. 36–43 (Digitalisat), Heft 4, S. 128–141.